# Gail Borden
Gail Borden, Jr. (Norwich, 9 de novembro de 1801 — 11 de janeiro de 1874) foi um inventor do século XIX além de editor.
Inventou um procedimento para produção industrial de leite condensado em  1853.

## Vida
Gail Borden, Jr. nasceu em Norwich, Nova York, filho de Gail Borden e Mary Elizabeth (née Freeman). Ele foi o mais velho de sete filhos e cresceu em uma família de fazendeiros. Borden estudou na escola local e mais tarde trabalhou como professor e fazendeiro.

### Carreira
Em 1822, Borden mudou-se para o Texas, onde trabalhou como fazendeiro e comerciante. Ele também se envolveu na política e foi eleito como juiz de paz em 1826. Em 1835, Borden foi nomeado como agente de terras do governo do Texas e ajudou a desenvolver a cidade de Galveston.

## Leite Condensado
Em 1851, Borden começou a trabalhar no desenvolvimento de um processo para condensar leite. Ele criou um método que envolvia a evaporação do leite em uma câmara de vácuo, o que permitia que o leite fosse armazenado por longos períodos sem se deteriorar. Em 1856, Borden patenteou seu processo e criou a primeira fábrica de leite condensado em Wassaic, Nova York.

### Legado
A invenção de Borden do leite condensado revolucionou a indústria de laticínios e permitiu que o leite fosse transportado e armazenado de forma mais eficiente. Ele também ajudou a desenvolver a cidade de Galveston e foi um dos fundadores da cidade de Borden, Texas.

### Sucesso Sustentável

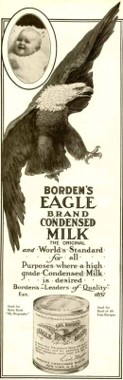
Anúncio do lançamento do produto a base de leite. O leite condensado do Sr. Borden

A sorte do Sr. Borden mudou quando ele conheceu o empresário Jeremiah Milbank, que se tornou seu novo investidor e parceiro de negócios. Juntos, eles fundaram a New York Condensed Milk Company e abriram a primeira fábrica bem-sucedida em Wassaic, NY, em 1861. O leite condensado cresceu em popularidade entre as pessoas em áreas urbanas, que muitas vezes não tinham acesso a suprimentos de leite seguros. O negócio prosperou quando ganhou contratos para fornecer ao Exército da União durante a Guerra Civil. Na esteira de seu novo sucesso, o Sr. Borden continuou a se expandir e abriu muitas novas fábricas em Nova York e Illinois.
Mesmo após o sucesso do seu leite condensado, o Sr. Borden continuou inventando pelo resto da vida. Ele eventualmente recebeu patentes para condensar sucos de frutas, bem como para processos para fazer extratos de carne e  também para concentrar chá, café e cacau — mas o leite continuou sendo seu empreendimento mais lucrativo. Mais tarde na vida, o Sr. Borden dedicou seu tempo a educar produtores de leite em saneamento e continua famoso entre os especialistas em segurança alimentar por seu trabalho pioneiro estabelecendo práticas de limpeza em suas fábricas. Ele também se envolveu em filantropia, construindo seis igrejas e apoiando ministros, professores e alunos com dificuldades financeiras.
O legado de inovações de Gail Borden continua vivo hoje com a Borden Dairy Company e seus adorados produtos.
Sepultado no Cemitério de Woodlawn.